# Gare de Bérégadougou
La gare de Bérégadougou est une gare ferroviaire burkinabé de la ligne d'Abidjan à Ouagadougou, située à proximité du centre-ville de Bérégadougou dans la province de la Comoé de la région des Cascades. Elle est mise en service en 1er août 1933 lors du prolongement de la ligne jusqu'à Bobo-Dioulasso.

## Situation ferroviaire
Établie à environ 440 mètres d'altitude, la gare de Bérégadougou est située au point kilométrique (PK) 716 de la ligne d'Abidjan à Ouagadougou, entre la gare de Banfora et la gare de Toussiana.

## Histoire
La gare de Bérégadougou, en Haute-Volta, est ouverte au trafic le 1er août 1933 à la suite de l'exploitation du tronçon allant de la gare de Banfora à celle Bobo-Dioulasso construit à partir de 1932 jusqu'en 1934. Elle est réalisée, comme la ligne ferroviaire, par le Génie militaire français.